# Stéphane Lambiel
Pour les articles homonymes, voir Lambiel.
Stéphane Lambiel, né le 2 avril 1985 à Martigny, est un patineur artistique suisse. Il a été champion du monde en 2005 à Moscou et en 2006 à Calgary ainsi que médaillé d'argent aux Jeux olympiques en 2006 à Turin. Il a été neuf fois champion de Suisse (2001–08, 2010).
Depuis 2014, il est entraîneur à la Skating School of Switzerland, club qu'il a lui-même fondé à Champéry. Parmi ses élèves, on peut compter Shōma Uno, champion du monde en 2022 et Deniss Vasiļjevs, médaillé de bronze européen en 2022.

## Biographie
Stéphane Lambiel a grandi à Saxon, en Valais. Il a obtenu une maturité en biologie et en chimie au collège de Saint-Maurice en juin 2004.
Il a une sœur, Silvia, née en 1982, ainsi qu'un frère, Christophe, né en 1989. Sa mère, Fernanda, est d'origine portugaise. Son père, Jacques, est originaire d'Isérables, en Valais ; il est propriétaire d'une entreprise de terrassement.

## Carrière d'athlète

### Débuts

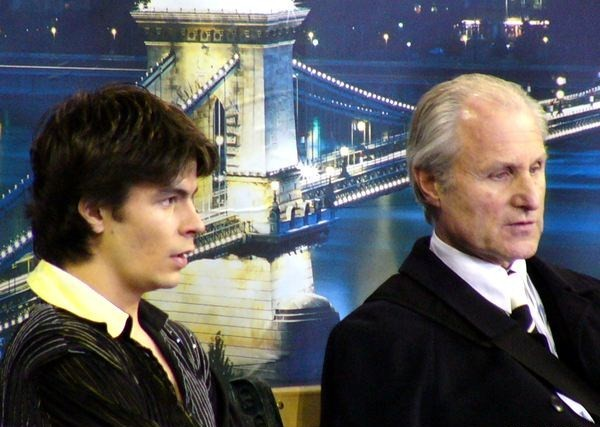
Lambiel aux Européens en 2004.

En tant que champion de Suisse novice, Lambiel s'est produit lors du gala des Championnats du monde 1997, qui se déroulent à Lausanne. L'année suivante, il devient champion de Suisse Junior, puis Senior dès 2000. Il termine en cinquième place des championnats du monde Junior de 2001.
Dès la saison 2001-2002, Stéphane passe dans la catégorie Senior des compétitions internationales. Une quatrième place aux Championnats d'Europe de 2002 lui permet de participer aux Jeux olympiques d'hiver à Salt Lake City où il termine à la quinzième place. Il finit ensuite dix-huitième aux Championnats du monde.
La saison suivante, il finit à la cinquième place des Championnats d'Europe, et en 2004 il est sixième aux Européens, et quatrième aux Mondiaux.

### Saison 2004-2005: Premier titre de champion du monde
Aux Championnats du monde de 2005 à Moscou, Stéphane Lambiel se place en tête de la compétition après le programme court devant le français Brian Joubert et le triple champion en titre, Evgueni Plushenko. À la suite d'une inflammation aux adducteurs, ce dernier déclare forfait. Le français rate son programme long et termine à la sixième place. Ce qui permet à Stéphane Lambiel de devenir champion du monde pour la première fois en devançant le Canadien Jeffrey Buttle et l'Américain Evan Lysacek. Il s'agit du premier sacre pour un patineur suisse depuis Hans Gerschwiler en 1947, soit après 58 ans.

### Saison 2005-2006: Argent Olympique et second titre de champion du monde
Aux Championnats d'Europe de 2006 à Lyon, Stéphane Lambiel réalise un score de 74,73 au programme court, ce qui le place provisoirement à la troisième place derrière Evgueni Plushenko et Brian Joubert. Au programme long, il réalise un score de 154,14 lui permettant de devancer le français et terminé à la seconde place du podium avec un score total de 228,87.
Aux Jeux Olympiques de Turin, Stéphane Lambiel se place provisoirement en troisième position au programme court après avoir battu son record personnel avec un score de 79,04 points. Malgré des rumeurs sur sa santé et ses blessures, Lambiel remporte la médaille d'argent à la suite d'un programme long et intense. Il réalise un score de 152,17 points lui permettant d'établir un record personnel au total de 231,21 points.
Aux championnats du monde de 2005 à Calgary, Stéphane Lambiel entre dans l'histoire du patinage en devant le premier patineur suisse à remporter un doublé mondial. À la suite du retrait de Plushenko, Lambiel est parti favori pour conserver son titre. Mais la bataille a été au rendez-vous jusqu'à la dernière seconde puisque Lambiel a finalement devancé le français Brian Joubert de seulement 3,39 points, qui a explosé son record personnel.

### Saison 2006-2007
Stéphane Lambiel annonce le 17 janvier qu'il ne participera pas aux Championnats d'Europe de Varsovie évoquant un besoin de prendre du recul,.
Aux Championnats du monde de 2007 à Tokyo, Stéphane Lambiel, très apprécié des japonais, choisi de patiner sur du flamenco. Lors de son programme court, il tombe sur son triple Axel et termine provisoirement à la sixième place. Dans l'impossibilité de conserver son titre de champion du monde face à un Brian Joubert au meilleur de sa forme, Stéphane réussi néanmoins à remonter à la troisième place du championnat avec un flamenco enflammé et ainsi remporter la médaille de bronze,.

### Saison 2007-2008

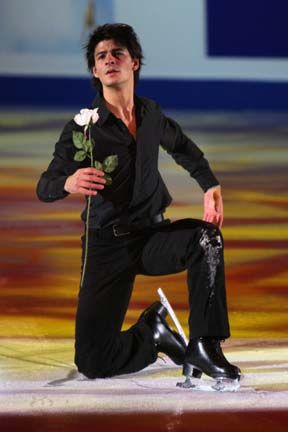
Lambiel au Gala du Grand Prix de la saison 2007-2008.

En 2007, il se classe 3e de la Coupe de Chine et 2e de la Coupe de Russie. Il gagne ensuite la finale du Grand Prix pour la deuxième fois de sa carrière avec un score de 239,10, avec seulement 0,16 point d'avance sur son dauphin, Daisuke Takahashi.
Aux Championnats d'Europe de 2008 à Zagreb, il présente un programme court décevant, au cours duquel il tombe sur son triple axel et ne fait qu'une combinaison triple boucle piqué-double boucle piqué. Il termine quatrième puis se classe deuxième du programme long, où il réussit une combinaison quadruple boucle piqué - double boucle piqué - double boucle et obtient un score de 80 points pour les composants de son magnifique Flamenco. Il remporte sa seconde médaille d'argent européenne, alors que le Tchèque Tomáš Verner obtient l'or.
Aux Championnats du monde de 2008, qui se déroulent à Göteborg, en Suède, Lambiel tombe sur son triple axel et pose une main sur son quadruple boucle piqué lors du programme court, le plaçant à la cinquième place avant le programme libre. Dans ce dernier, il pose à nouveau une main sur un quadruple boucle piqué en combinaison. Il finit à la cinquième place de la compétition.

### Arrêt en 2008-2009
En 2008, à la suite de mauvais résultats en compétition, Stéphane Lambiel licencie son entraîneur, Peter Grütter. Le 6 juin 2008, il annonce son départ pour le New Jersey (États-Unis) où il doit rejoindre son nouvel entraîneur, Viktor Petrenko, champion olympique en 1992. Il compte ainsi relancer une carrière sur le déclin. Le 16 octobre 2008, il annonce qu'il renonce à disputer des compétitions et qu'il choisit de se consacrer uniquement à des galas de patinage.

### Retour en 2009-2010

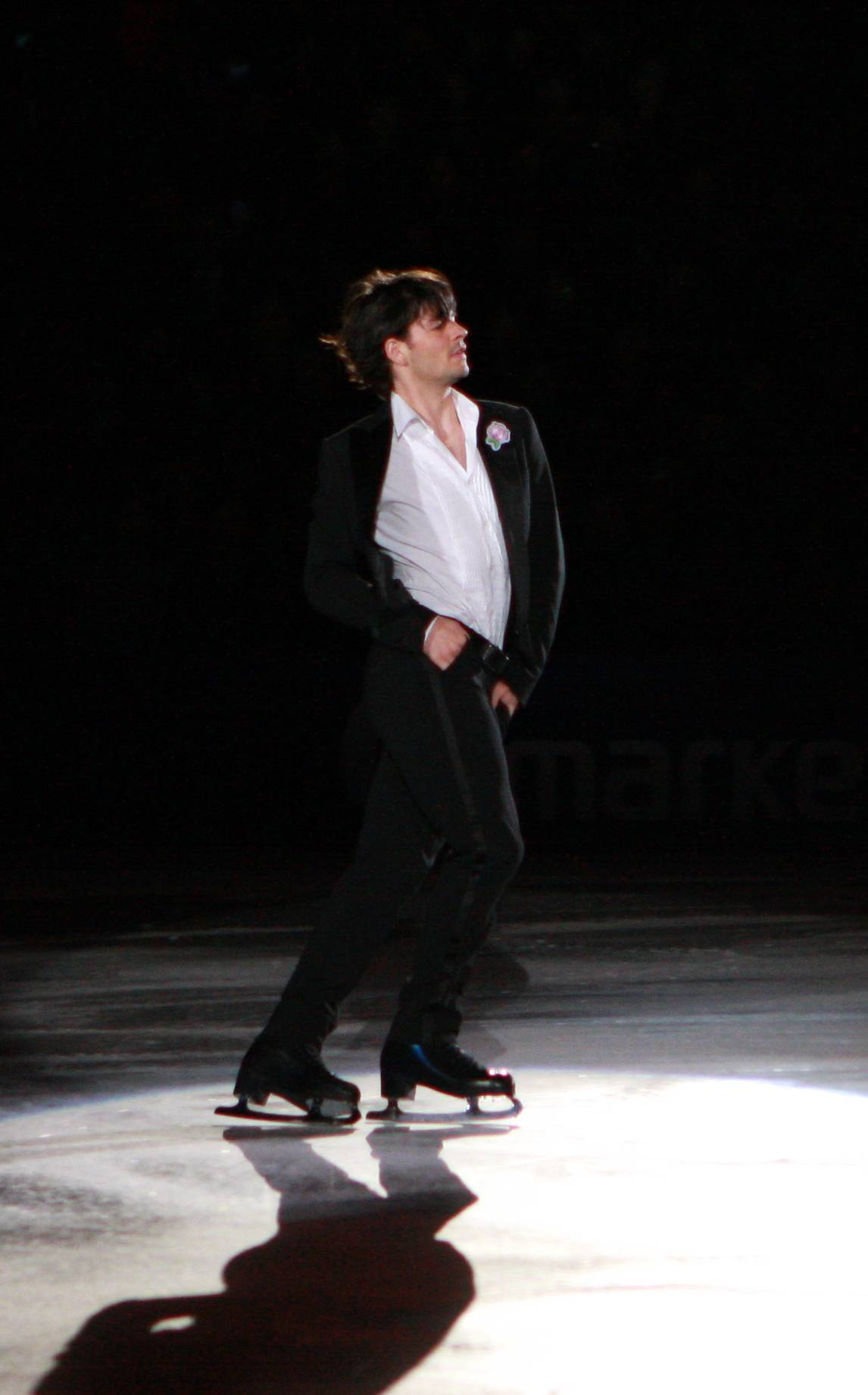
Lambiel en 2009 au Festa On Ice.

Le 25 juillet 2009, Lambiel annonce qu'il veut disputer les Jeux olympiques, aidé par Peter Grütter, son entraîneur de longue date avant 2008. Comme la Suisse n'a pas obtenu de place pour les Jeux lors des Championnats du monde 2009, Lambiel devra participer au Nebelhorn Trophy à Oberstdorf à la fin septembre et terminer dans les six premiers pour avoir une place. Pour officialiser sa sélection, le comité olympique suisse (Swiss Olympic) exige que Lambiel obtienne deux fois 195 points. Lambiel devra participer à une autre compétition durant l'automne, étant donné qu'il n'a aucune assignation pour le Grand Prix.
Sa victoire au Nebelhorn Trophy 2009, avec 232,36 points, lui permet d'obtenir une place pour la Suisse aux Jeux olympiques. Il remporte ensuite le championnat de Suisse avec 244.23 points. Stéphane Lambiel poursuit sa préparation aux Jeux en participant, en janvier, aux Championnats d'Europe à Tallinn. Il y prend la deuxième place, derrière Evgeni Plushenko et devant Brian Joubert.

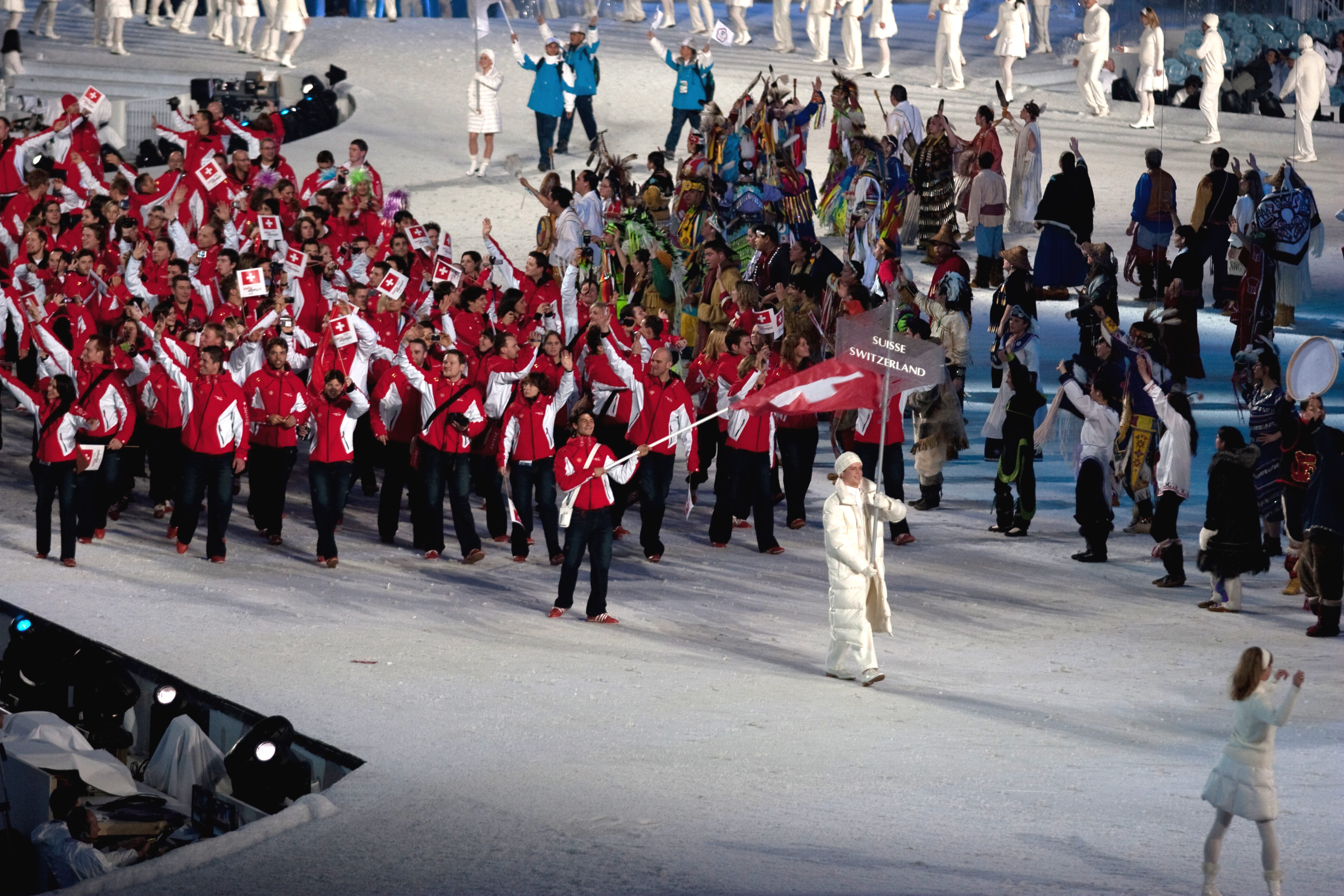
Entrée de la délégation suisse aux JO en 2010.

Il est le porte-drapeau de la délégation suisse aux Jeux olympiques de Vancouver. Il se place en cinquième position avec 84.63 points après le programme court de ces Jeux olympiques, et finit quatrième après le programme long, avec 246.72 points. Il annonce, au sortir de ces Jeux, qu'il ne participera pas aux Championnats du Monde de Turin.

Lambiel fait ensuite partie du gala Art on Ice, aux côtés de Evgeni Plushenko, Sasha Cohen, Kurt Browning, Sarah Meier et Aljona Savchenko & Robin Szolkowy, à Zurich et à Lausanne du 4 au 9 mars. Il y patine notamment sur In Your Eyes, Anastacia l'accompagnant au chant.
Le 9 mars 2010, l'Union internationale de patinage annonce que Stéphane Lambiel quitte la compétition pour se consacrer au spectacle. En participant au gala Thin Ice, organisé par la chaîne ABC, du 18 au 21 mars 2010, aux États-Unis, il s'exclut d'office de toute compétition officielle pendant deux ans. Lors de celui-ci, il patine en couple avec Shizuka Arakawa. Ils terminent à la 3e place, avec des gains de 45,000 $. Ils ont patiné sur les chansons Get Me Bodied de Beyoncé et Magic de Robin Thicke.

## Carrière d'entraîneur
Dès la fin de sa carrière en tant qu'athlète, Stéphane Lambiel organise des ateliers et des camps d'été à de jeunes talents autour du monde, notamment au Japon,. En 2014, il fonde son propre club de patinage à Champéry, nommée la Skating School of Switzerland.

### Saison 2021-2022
Entrainé par Stéphane Lambiel depuis 2016, Deniss Vasiļjevs monte sur le podium pour la première fois de sa carrière au niveau international en remportant la médaille de bronze aux Championnats d'Europe de Tallinn et devient le premier letton à gagner une médaille aux Championnats d'Europe.
Aux Jeux olympiques d'hiver de Pékin, Shōma Uno, entraîné par Stéphane Lambiel depuis 2019, remporte la médaille de bronze. Le jeune patineur, qui avait pensé à prendre sa retraite, avant de refaire équipe avec Stéphane Lambiel, annonce alors « J’ai commencé à sentir que je voulais avoir de meilleurs résultats et devenir un meilleur patineur pour rendre Stéphane heureux ».
En mars 2022, Shoma Uno devient champion de monde aux Championnats de monde de Montpellier où il mentionne qu'il puise son inspiration de son entraîneur.

## Palmarès

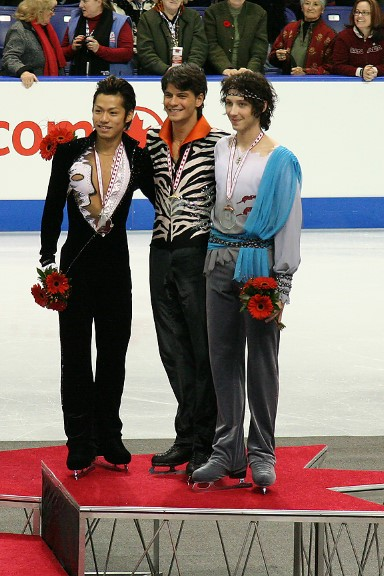
Lambiel en 2006 sur le podium du Skate Canada.

| Compétition                   | 2000    | 2001    | 2002    | 2003    | 2004    | 2005    | 2006    | 2007    | 2008    | 2009    | 2010    |  |  |  |
| Jeux olympiques d'hiver       |         |         | 15e     |         |         |         | 2e      |         |         |         | 4e      |  |  |  |
| Championnats du monde         |         |         | 18e     | 10e     | 4e      | 1er     | 1er     | 3e      | 5e      | F       |         |  |  |  |
| Championnats d'Europe         |         | 9e      | 4e      | 5e      | 6e      | 4e      | 2e      | F       | 2e      | F       | 2e      |  |  |  |
| Championnats de Suisse        |         | 1er     | 1er     | 1er     | 1er     | 1er     | 1er     | 1er     | 1er     | F       | 1er     |  |  |  |
| Championnats du monde juniors | 10e     | 5e      |         |         |         |         |         |         |         |         |         |  |  |  |
|                               |         |         |         |         |         |         |         |         |         |         |         |  |  |  |
| Grand Prix ISU                | 1999/00 | 2000/01 | 2001/02 | 2002/03 | 2003/04 | 2004/05 | 2005/06 | 2006/07 | 2007/08 | 2008/09 | 2009/10 |  |  |  |
| Finale du Grand Prix          |         |         |         |         |         |         | 1er     |         | 1er     |         |         |  |  |  |
| Skate Canada                  |         |         |         |         |         |         |         | 1er     |         |         |         |  |  |  |
| Coupe de Chine                |         |         |         |         |         |         | 2e      |         | 3e      |         |         |  |  |  |
| Trophée de France             |         |         | 6e      |         |         |         |         |         |         |         |         |  |  |  |
| Coupe de Russie               |         |         |         |         | 5e      |         | 2e      |         | 2e      |         |         |  |  |  |
| Trophée NHK                   |         |         |         |         |         |         |         | F       |         |         |         |  |  |  |
| Légende : F = Forfait         |         |         |         |         |         |         |         |         |         |         |         |  |  |  |

## Programmes
| Saison    | Programme Court                                                                                               | Programme Libre                                                                                     | Gala |
| --------- | --- | --------------------------------------------------------------------------------------------------- | --- |
| 2009–2010 | Ouverture Guillaume Tell de Gioachino Rossini                                                                 | La traviata de Giuseppe Verdi Otoño Porteño de Astor Piazzolla arrangements de Ensamble Nuevo Tango | Ne me quitte pas de Jacques Brel |
| 2008-2009 | N'a pas pris part à la compétition                                                                            | N'a pas pris part à la compétition                                                                  | Otoño Porteño de Ástor Piazzolla Tainted Love de Paul Young Freak Like Me des Sugababes                                                                  |
| 2007–2008 | Carne Cruda de Fernando Egozcue                                                                               | Poeta (Flamenco) de Vicente Amigo                                                                   | Un giorno per noi de Josh Groban tiré de Roméo et Juliette Father And Son de Ronan Keating Gimme More & Sexy Back de Britney Spears et Justin Timberlake |
| 2006–2007 | Geissel Drama de Christine Lauterburg Blood Diamond BO de James Newton Howard                                 | Poeta de Vicente Amigo Les Quatre Saisons d'Antonio Vivaldi                                         | Fix You de Coldplay New Shoes de Paolo Nutini Stayin' Alive de Robin Gibb                                                                                |
| 2005–2006 | Malagueña tiré de Il était une fois au Mexique Dralion du Cirque du Soleil                                    | Les Quatre Saisons d'Antonio Vivaldi                                                                | You're Beautiful de James Blunt If I Hadn't Got You de Lisa Stansfield I Don't Want to Be de Gavin DeGraw Fix You de Coldplay                            |
| 2004–2005 | Spanish Caravan de George Winston                                                                             | The Truman Show BO de Philip Glass et Burkhard Dallwitz Le Roi Arthur BO de Hans Zimmer             | E Lucevan e le stelle de Florent Pagny tiré de Tosca Light My Fire de The Doors Killer de Seal Billie Jean de Michael Jackson Oceania de Björk           |
| 2003–2004 | Objection (techno remix) de Shakira I'm A-Doun For Lack o' Johnnie (A Little Scottish Fantasy) de Vanessa-Mae | Zabuca de Johannes Linstead Loving Paris de Buddha Bar IV Gipsy Dance d'Edvin Marton                | Take the Long Way Home de Supertramp |
| 2002–2003 | Laissez-moi me griser de Maurice El Medioni, Orchestra Salon Oriental                                         | Le Chocolat BO de Rachel Portman                                                                    | Magic Stradivarius d'Edvin Marton La Vie Fait Ce Qu'Elle Veut de Julie Zenatti                                                                           |
| 2001–2002 | Vuelvo al sur Ya basta! de l'album La revancha del tango de Gotan Project                                     | Quidam du Cirque du Soleil                                                                          | Born de Bond |
| 2000–2001 | La cumparsita de Xavier Cugat                                                                                 | Triton de Joseph Racaille                                                                           | |
| 1999–2000 | La cumparsita de Xavier Cugat                                                                                 | Triton de Joseph Racaille                                                                           | |